# Ceriomura
Ceriomura is een geslacht van spinnen uit de familie springspinnen (Salticidae).

## Soorten
De volgende soorten zijn bij het geslacht ingedeeld:
- Ceriomura cruenta (Peckham & Peckham, 1894)
- Ceriomura perita (Peckham & Peckham, 1894)